# Mato (Pantón)
Mato (llamada oficialmente Santo Estevo do Mato) es una parroquia española del municipio de Pantón, en la provincia de Lugo, Galicia.

## Otras denominaciones
La parroquia también es conocida por los nombres de San Estebo de Mato y San Estevo de Mato.

## Límites
Limita con las parroquias de Licín y Tribás al norte, Santa Eulalia de Tuiriz al este, San Vicente de Castillón al sur y Fión al oeste.

## Organización territorial
La parroquia está formada por diez entidades de población:

### Entidades de población
Entidades de población que forman parte de la parroquia:
- Abuíme
- A Torre (A Torre do Mato)
- Campoverde
- Currás
- Guimarás
- Marrás
- Pereiroás
- Real (Rial)
- San Estebo (Santo Estevo)

### Despoblado
Despoblado que forma parte de la parroquia:
- Carreixas

## Demografía
| Gráfica de evolución demográfica de Mato entre 2000 y 2022 |
|                                                            |
| Datos según el nomenclátor publicado por el INE.           |